# ジャパンラグビートップチャレンジリーグ2017-2018
ジャパンラグビートップチャレンジリーグ2017-2018は、2017年から2018年にかけて行われた社会人ラグビー（ラグビーユニオン）の2部リーグである。

## 概要
ジャパンラグビートップチャレンジリーグは、2019 ラグビーワールドカップ・日本大会開催を念頭に、日本のラグビー界の更なる発展と強化・進化を目指す観点から、これまでの2部相当とされている各地域協会主催による地域リーグ（トップイーストリーグ、トップウェスト、トップキュウシュウ）の上に、各地域リーグの成績上位クラブを対象としたトップリーグの2部リーグを作ることにより、実力の拮抗した試合を数多く提供してレベルアップを図り、魅力のあるゲームを増やすことを目指している。

## 参加チーム
初年度参加チーム数は8チームで、
1. ジャパンラグビートップリーグ・2016-2017シーズン16位チーム。
2. 2016-2017トップリーグ入替戦の結果
  1. 入替戦で敗退したトップリーグ所属チーム。
  2. 入替戦で敗退・引き分けたトップチャレンジ1参加チーム。
3. トップチャレンジ2の2・3位チーム
4. ジャパンラグビートップチャレンジリーグ参入マッチの上位2チーム。

によって決定された。
上記の条件により初年度の参加チームは以下の8チームとなった。
| チーム名                       | 参加条件 | 詳細                                                                                    |
| ------------------------------ | -------- | --------------------------------------------------------------------------------------- |
| ホンダヒート                   | 1        |                                                                                         |
| 三菱重工相模原ダイナボアーズ   | 2.2      | トップチャレンジ1・2位 トップイーストリーグ優勝                                         |
| 日野自動車レッドドルフィンズ   | 2.2      | トップチャレンジ1・3位 トップイーストリーグ2位                                          |
| 九州電力キューデンヴォルテクス | 2.2      | トップチャレンジ1・4位 トップキュウシュウ優勝                                           |
| 中部電力                       | 3        | トップチャレンジ2・2位 トップウェスト2位                                                |
| 中国電力レッドレグリオンズ     | 3        | トップチャレンジ2・3位 トップキュウシュウ2位 参入時に「中国電力ラグビー部」から名称変更 |
| 釜石シーウェイブスRFC          | 4        | ジャパンラグビートップチャレンジリーグ参入マッチ1位 トップイーストリーグ3位             |
| マツダブルーズーマーズ         | 4        | ジャパンラグビートップチャレンジリーグ参入マッチ2位 トップキュウシュウ3位               |

## 試合方式
年間10試合の成績で決まる。リーグ戦は2ステージに分かれて行われる。
1stステージ
参加する8チームで総当たりによるリーグ戦7試合。
2ndステージ
1stステージ1-4位チームによる総当たりリーグ戦3試合。
1stステージ5-8位チームによる総当たりリーグ戦3試合。

## 順位表

### 1stステージ
| 順位 | チーム                         | 試合 | 勝 | 分 | 負 | 得点 | 失点 | 得失 | 勝点 |                |
| ---- | ------------------------------ | ---- | -- | -- | -- | ---- | ---- | ---- | ---- | -------------- |
| 1    | ホンダヒート                   | 7    | 7  | 0  | 0  | 506  | 71   | +435 | 35   | 上位グループへ |
| 2    | 日野自動車レッドドルフィンズ   | 7    | 6  | 0  | 1  | 285  | 157  | +128 | 28   | 上位グループへ |
| 3    | 三菱重工相模原ダイナボアーズ   | 7    | 5  | 0  | 2  | 242  | 125  | +117 | 24   | 上位グループへ |
| 4    | 九州電力キューデンヴォルテクス | 7    | 4  | 0  | 3  | 209  | 178  | +31  | 18   | 上位グループへ |
| 5    | 釜石シーウェイブス             | 7    | 2  | 1  | 4  | 162  | 188  | -26  | 13   | 下位グループへ |
| 6    | マツダブルーズーマーズ         | 7    | 2  | 1  | 4  | 176  | 217  | -41  | 11   | 下位グループへ |
| 7    | 中国電力レッドレグリオンズ     | 7    | 1  | 0  | 6  | 88   | 369  | -281 | 5    | 下位グループへ |
| 8    | 中部電力                       | 7    | 0  | 0  | 7  | 76   | 439  | -363 | 0    | 下位グループへ |

### 2ndステージ

#### 上位グループ
| 順位 | チーム                         | 試合 | 勝 | 分 | 負 | 得点 | 失点 | 得失 | 勝点 |                                             |
| ---- | ------------------------------ | ---- | -- | -- | -- | ---- | ---- | ---- | ---- | ------------------------------------------- |
| 1    | ホンダヒート (C, P)            | 3    | 3  | 0  | 0  | 200  | 23   | +177 | 18   | ジャパンラグビートップリーグ2018-2019へ昇格 |
| 2    | 日野自動車レッドドルフィンズ   | 3    | 2  | 0  | 1  | 66   | 79   | -13  | 10   | #トップリーグ入れ替え戦へ出場               |
| 3    | 三菱重工相模原ダイナボアーズ   | 3    | 1  | 0  | 2  | 63   | 92   | -29  | 6    | #トップリーグ入れ替え戦へ出場               |
| 4    | 九州電力キューデンヴォルテクス | 3    | 0  | 0  | 3  | 31   | 166  | -135 | 0    | #トップリーグ入れ替え戦へ出場               |

#### 下位グループ
| 順位 | チーム                     | 試合 | 勝 | 分 | 負 | 得点 | 失点 | 得失 | 勝点 |                                         |
| ---- | -------------------------- | ---- | -- | -- | -- | ---- | ---- | ---- | ---- | --------------------------------------- |
| 5    | マツダブルーズーマーズ     | 3    | 3  | 0  | 0  | 113  | 44   | +69  | 15   | トップチャレンジリーグ残留              |
| 6    | 中国電力レッドレグリオンズ | 3    | 2  | 0  | 1  | 95   | 67   | +28  | 10   | トップチャレンジリーグ残留              |
| 7    | 釜石シーウェイブス (X)     | 3    | 1  | 0  | 2  | 126  | 55   | +71  | 10   | #トップチャレンジリーグ入れ替え戦へ出場 |
| 8    | 中部電力 (R)               | 3    | 0  | 0  | 3  | 15   | 183  | -168 | 0    | トップウェスト2018-2019へ降格           |

## 入替制度

### 入替方式
| 順位 | 昇降格                       |
| ---- | ---------------------------- |
| 1位  | トップリーグへ自動昇格       |
| 2位  | トップリーグ・15位と入替戦   |
| 3位  | トップリーグ・14位と入替戦   |
| 4位  | トップリーグ・13位と入替戦   |
| 7位  | 3地域チャレンジ・2位と入替戦 |
| 8位  | 各地域リーグへ自動降格       |

### 3地域チャレンジ
各地域リーグの優勝3チームによる総当たりのリーグ戦。1位チームが次年度トップチャレンジリーグへ自動昇格する。また2位チームはチャレンジリーグの7位チームとの入れ替え戦に回る。

### トップリーグへ自動昇格
リーグ戦2ndステージ上位リーグの結果、1位のホンダヒートが来季トップリーグへの自動昇格が決定。

### 地域リーグへ自動降格
リーグ戦2ndステージ下位リーグの結果、中部電力が8位となり、来季トップウェストへの自動降格が決定。

### トップチャレンジリーグへ自動昇格
3地域チャレンジの結果、1位の栗田工業ウォーターガッシュが来季トップチャレンジリーグへの自動昇格が決定。

### トップリーグ入替戦
トップリーグ入替戦には2位の日野自動車レッドドルフィンズ、3位の三菱重工相模原ダイナボアーズ、4位の九州電力キューデンヴォルテクスが出場した。
入替戦の結果、日野自動車レッドドルフィンズのトップリーグ初昇格及び三菱重工相模原ダイナボアーズ、九州電力キューデンヴォルテクスのトップチャレンジリーグ残留が決定した。

### トップチャレンジリーグ入替戦
今シーズンから創設されたトップチャレンジリーグ入れ替え戦は、トップチャレンジリーグから7位釜石シーウェイブス、3地域チャレンジから2位大阪府警察が出場する。
| 1月13日 12:00 | 釜石シーウェイブス | 55 - 19 | 大阪府警察                                                           | 東京ガス大森グランド, 大田区 観客数: 500人 レフリー: 川原佑 |
| 1月13日 12:00 | トライ: ジョー・ピーターセン 6', 29', 51' クリス・アルコック 35', 46' 南篤志 40' 四ノ宮マイケル 67' 須田康夫 76' 村井佑太朗 80+2' コンバート: ジョー・ピーターセン 6', 29', 40', 46' 井上益基也 76' |         | トライ: 新里涼 11', 22' 佐川敦希 63' コンバート: 三瀬亮太郎 11', 22' | 東京ガス大森グランド, 大田区 観客数: 500人 レフリー: 川原佑 |

以上の結果、釜石シーウェイブスのトップチャレンジリーグ残留が決定した。